# Сінкай Мамі
Мамі Сінкай (яп. 新海真美; нар. 7 червня 1985, префектура Сіґа) — японська борчиня вільного стилю, срібна призерка чемпіонату світу, чемпіонка та дворазова бронзова призерка чемпіонатів Азії, володарка Кубку світу.

## Життєпис
Боротьбою почала займатися з 2000 року. Була бронзовою призеркою чемпіонату світу 2005 року серед юніорів. Того ж року виграла і юніорську першість Азії.
Виступала за жіночий борцівський клуб університету Тюкьо. Тренер — Кадзухіто Сакае.

## Спортивні результати на міжнародних змаганнях

### Виступи на Чемпіонатах світу
| Змагання                        | Збірна | Вагова категорія          | Місце  |
| ------------------------------- | ------ | ------------------------- | ------ |
| Чемпіонат світу з боротьби 2008 | Японія | жіноча боротьба, до 67 кг | Срібло |
| Чемпіонат світу з боротьби 2010 | Японія | жіноча боротьба, до 67 кг | 5      |

### Виступи на Чемпіонатах Азії
| Змагання                       | Збірна | Вагова категорія          | Місце  |
| ------------------------------ | ------ | ------------------------- | ------ |
| Чемпіонат Азії з боротьби 2007 | Японія | жіноча боротьба, до 67 кг | Бронза |
| Чемпіонат Азії з боротьби 2008 | Японія | жіноча боротьба, до 67 кг | Золото |
| Чемпіонат Азії з боротьби 2012 | Японія | жіноча боротьба, до 72 кг | Бронза |

### Виступи на Кубках світу
| Змагання                    | Збірна | Вагова категорія          | Місце  |
| --------------------------- | ------ | ------------------------- | ------ |
| Кубок світу з боротьби 2006 | Японія | жіноча боротьба, до 67 кг | 4      |
| Кубок світу з боротьби 2007 | Японія | жіноча боротьба, до 72 кг | 7      |
| Кубок світу з боротьби 2010 | Японія | жіноча боротьба, до 67 кг | 4      |
| Кубок світу з боротьби 2014 | Японія | жіноча боротьба, до 75 кг | Золото |

### Виступи на інших змаганнях
| Змагання                                        | Збірна | Вагова категорія          | Місце  |
| ----------------------------------------------- | ------ | ------------------------- | ------ |
| Чемпіонат світу з боротьби серед студентів 2005 | Японія | жіноча боротьба, до 67 кг | Золото |
| Чемпіонат світу з боротьби серед студентів 2006 | Японія | жіноча боротьба, до 67 кг | Срібло |
| Austrian Ladies Open 2009                       | Японія | жіноча боротьба, до 72 кг | Золото |
| Золотий Гран-прі з боротьби 2009                | Японія | жіноча боротьба, до 72 кг | 8      |
| Золотий Гран-прі з боротьби 2010 (Красноярськ)  | Японія | жіноча боротьба, до 67 кг | 5      |
| Золотий Гран-прі з боротьби 2010 (Баку)         | Японія | жіноча боротьба, до 67 кг | Срібло |
| Відкритий кубок Монголії з боротьби 2012        | Японія | жіноча боротьба, до 72 кг | 5      |
| Золотий Гран-прі з боротьби 2012 (Баку)         | Японія | жіноча боротьба, до 72 кг | 6      |

### Виступи на змаганнях молодших вікових груп
| Змагання                                      | Збірна | Вагова категорія          | Місце  |
| --------------------------------------------- | ------ | ------------------------- | ------ |
| Чемпіонат світу з боротьби серед юніорів 2003 | Японія | жіноча боротьба, до 72 кг | 11     |
| Чемпіонат Азії з боротьби серед юніорів 2005  | Японія | жіноча боротьба, до 67 кг | Золото |
| Чемпіонат світу з боротьби серед юніорів 2005 | Японія | жіноча боротьба, до 67 кг | Золото |